# Austrocarabodes butiae
Austrocarabodes butiae är en kvalsterart som beskrevs av Pérez-Íñigo och Sarasola 1998. Austrocarabodes butiae ingår i släktet Austrocarabodes och familjen Carabodidae. Inga underarter finns listade.